# 房县柳
房县柳（学名：Salix rhoophila）是杨柳科柳属的植物，为中国的特有植物。分布于中国大陆的湖北、四川等地，生长于海拔840米至2,600米的地区，多生长在河边以及山坡，目前尚未由人工引种栽培。